# 田會
田會（?—?），又作公孙會，戰國時期齐国大夫。
田會负责駐守廪丘（今山东省鄄城县）。前405年（周威烈王二十一年、鲁穆公十一年、晋烈公十一年、齐宣公五十一年），齐国的掌權者田悼子去世，田氏家族分成田和、田孫两派，田和的同党田布派项子牛杀害。田會反齊，以廪丘投靠晉國趙氏的趙籍。田布率軍包围廪丘，田会求援于三晋，魏氏翟角、赵氏孔屑、韩氏𠫑羌前來援救，发起三晉伐齊之戰，击败田布。前404年，韩虔、赵籍、翟员伐齐攻入长城。田和屈服，三晋规定齐国不得再攻击廪丘，齐康公和三晋一起朝见周威烈王。前403年，周威烈王封韩虔、赵籍、魏斯为诸侯，田會的结局不详。